# 쿠릴 열도 상륙 작전
쿠릴 열도 상륙 작전(러시아어: Курильская десантная операция, 영어: Invasion of the Kuril Islands, Kuril Islands Landing Operation)은 제2차 세계 대전 말기인 1945년 8월 소련군이 일본 제국이 지배하던 쿠릴 열도에 상륙한 작전이다. 이 작전이 성공하여 쿠릴 열도는 소련의 영토가 되었다.

## 전투 서열
소련군
- 제2극동전선군: 육군원수 막심 푸르카예프
  - 제87소총병군단
    - 제355소총병사단
    - 제2별동소총병여단
    - 제113별동소총병여단

  - 캄차카 방어지역
    - 제101소총병사단
    - 해군보병대대
    - 곡사포연대
    - 제128혼성항공사단 (총 78기)
- 태평양 함대: 제독 이반 유마셰프 - 파울 해군기지
  - 함선 및 함정 60척
  - 제2해군항공폭격연대
  - 해안포대

일본군
- 제5방면군
  - 제91사단 (on about. Shumshu, Paramushir Onekotan): 중장 쓰쓰미 후사키
  - 제89사단 (on about. Iturup, Kunashir, the Lesser Kuril Ridge): 중장 오가와 곤노스케
  - 전차 제11연대 (Shumshu, Paramushiro)
  - 고사 제31연대 (Shumshu)
  - 독립혼성 제41연대 (on about. Matua)
  - 독립혼성 제129여단 (at about. Urup)

## 같이 보기
- 만주 전략공세작전
- 몰락 작전
- 일본의 항복
- 쿠릴 열도 분쟁
- 사할린주